# Epictia munoai
Epictia munoai es una especie de serpiente de la familia Leptotyphlopidae. La especie es endémica del sur de Sudamérica.

## Etimología
El epíteto específico, munoai, es en honor al zoólogo uruguayo Juan Ignacio Muñoa (1925-1960).

## Distribución y hábitat
E. munoai se encuentra en el centro-norte de Argentina, extremo sur de Brasil y Uruguay.

## Características
E. munoai es una serpiente ovípara de aproximadamente 15 cm de largo de franjas verdes y claras, con el vientre pardo más claro.